# Phacellodomus dorsalis
A Phacellodomus dorsalis a madarak (Aves) osztályának verébalakúak (Passeriformes) rendjébe és a fazekasmadár-félék (Furnariidae) családjába tartozó faj.

## Rendszerezése
A fajt Osbert Salvin angol természettudós és ornitológus írta le 1838-ben, Phacelodomus dorsalis néven.

## Előfordulása
Dél-Amerikában, az Andokban, Peru területén honos. Természetes élőhelyei a szubtrópusi és trópusi magaslati cserjések,valamint másodlagos erdők. Állandó, nem vonuló faj.

## Megjelenése
Testhossza 21 centiméter, testtömege 33-39 gramm.

## Természetvédelmi helyzete
Az elterjedési területe kicsi, egyedszáma 6000-15000 példány közötti és csökken. A Természetvédelmi Világszövetség Vörös listáján mérsékelten fenyegetett fajként szerepel.